# Emil Hinkó
Emil Jozsef Hinkó, noto anche come Emilio Josè Hinko (Budapest, 9 aprile 1901 – Fortaleza, 4 gennaio 2002), è stato un architetto, calciatore e allenatore di calcio ungherese naturalizzato brasiliano.
È considerato la figura di architetto più importante di Fortaleza e dello Stato di Cearà tra gli anni trenta e anni sessanta del XX secolo.

## Biografia
Nato a Budapest nel 1901 e figlio di un costruttore edile, vi inizia gli studi presso la Magyar Királyi Állami Felső Ipariskola (Scuola tecnica superiore statale reale ungherese) e parallelamente si dedica all'attività sportiva nel Magyar Atlétikai Club. Si interessa in modo particolare di architettura, influenzato dallo stile rinascimentale italiano e dall'opera di Leon Battista Alberti, e si specializza come modellista.
Dopo il diploma si trasferisce in Italia all'inizio degli anni Venti, anche a causa dell'instabile situazione politica ungherese; visita Roma e in seguito riprende l'attività sportiva venendo assunto dal Piacenza, nel quale ricopre il duplice ruolo di allenatore e giocatore per una stagione. Terminata l'esperienza piacentina lavora in diversi cantieri e collabora con Ulisse Stacchini alla costruzione della stazione Centrale di Milano, rimanendo alle sue dipendenze per cinque anni.
Dopo aver risieduto anche a Genova, nel 1927 si trasferisce in Brasile grazie a contatti con una famiglia italiana e dopo un breve soggiorno a Belém si stabilisce a Fortaleza. I primi progetti riguardano soprattutto unità abitative destinate ai medici locali e l'ospedale di Messejana, nei quali pone attenzione agli aspetti igienici fino ad allora trascurati. Negli anni quaranta realizza la base aerea di Fortaleza, adattando gli alloggiamenti dei militari al clima della regione.
Nel 1938 sposa l'italiana Pierina Rossi, vedova del commerciante Placido de Carvalho, acquisendo nel 1940 la cittadinanza brasiliana.
Nei decenni successivi continua ad occuparsi di edilizia residenziale, modernizzando la capitale cearense. Segue come progettista e costruttore numerosi altri progetti come la Casa dello Studente e le chiese di São Pedro, Coração de Jesus e Missionárias, mantenendo influenze dell'architettura italiana (soprattutto lombarda e ligure), dello stile neocoloniale e dell'Art déco. Alla fine degli anni trenta collabora alla costruzione dei primi grattacieli e in seguito si occupa della progettazione della sede del Náutico Atlético Cearense, uno dei primi club sportivi della città, inaugurato nel 1952 e considerato l'ultima grande opera di stampo eclettico. Nel tempo allarga le sue attività acquisendo una fabbrica di prefabbricati e mosaici, una segheria e una cava. La sua società di costruzioni, con sede a Rio de Janeiro, ha realizzato interventi edilizi in varie regioni del Brasile come Pernambuco e Bahia. Nel 1984 ha ricevuto dalla Câmara Municipal de Fortaleza il titolo di cittadino onorario.
Colpito da un primo ictus nel 1987 e da altri tre negli anni successivi, muore a Fortaleza la mattina del 4 gennaio 2002.